# Majo Aguilar
María José Aguilar Carrillo (* 7. Juni 1994 in Mexiko-Stadt), allgemein bekannt unter ihrem Künstlernamen Majo Aguilar (der Vorname wird aus den jeweils ersten beiden Buchstaben ihrer Vornamen gebildet), ist eine mexikanische Sängerin und Songwriterin.

## Leben
Ihren ersten öffentlichen Auftritt hatte Majo Aguilar 2009 in einem Fernsehstudio gemeinsam mit ihrer Zwillingsschwester Susana.
2016 brachte Majo ihre erste Single mit dem Titel Triste recuerdo heraus und im selben Jahr folgte ihre zweite Single mit Cielo rojo, einem der größten Erfolge ihrer Großmutter Flor Silvestre.
Ihr erstes Album mit dem Titel Mi herencia, mi sangre erschien 2021 und wurde im darauffolgenden Jahr in der Kategorie „Bestes Album der Ranchera/Mariachi-Musik“ für den Latin Grammy nominiert. Auch ihr 2022 erschienenes zweites Album Se canta con el corazón wurde ein Jahr später in derselben Kategorie für den Latin Grammy nominiert.

## Trivia
Die Zwillingsschwestern Majo und Susana heißen mit vollem Namen María José und Flor Susana. Majo ist benannt nach Maria und Josef und Susana nach ihrer Großmutter Flor Silvestre und ihrer Mutter Susana Carrillo.

## Diskografie

### Alben
- 2021: Mi herencia, mi sangre[4]
- 2022: Se canta con el corazón[5]

### Singles und EPs
- 2016: Triste recuerdo
- 2016: Cielo rojo
- 2017: Tributo (EP)
- 2019: Soy (EP)
- 2019: Un ratito
- 2019: Quiero verte bailar
- 2021: No voy a llorar (MX: Gold, US: Platin)[6]
- 2022: Una buena ranchera (EP)[7]
- 2023: México mi Amor (EP)[8]